# Marcel Bezençon
Marcel Bezençon (Orbe, 1º maggio 1907 – Losanna, 17 febbraio 1981) è stato un giornalista svizzero.

## Biografia
Si laureò all'Università di Losanna, discutendo una tesi in storia dell'arte.
Dalla sua creazione nel 1950 fino al 1970 fu il direttore generale dell'Unione europea di radiodiffusione e in tale veste creò, su suggerimento di Sergio Pugliese, l'Eurovision Song Contest nel 1955, basandosi sul famoso Festival di Sanremo.

## Marcel Bezençon Awards
Nel 2002 furono creati in sua memoria da Christer Björkman (vincitore del Melodifestivalen e rappresentante svedese all'ESC 1992) e Richard Herrey (vincitore dell'ESC 1984) i Marcel Bezençon Awards, un insieme di premi consegnati ai partecipanti dell'Eurovision Song Contest.